# Colombia en los Juegos Olímpicos de Múnich 1972
Colombia estuvo representada en los Juegos Olímpicos de Múnich 1972 por un total de 59 deportistas, 55 hombres y 4 mujeres, que compitieron en 8 deportes.
El portador de la bandera en la ceremonia de apertura fue el boxeador Alfonso Pérez.

## Medallistas
El equipo olímpico colombiano obtuvo las siguientes medallas:
| Nombre             | Deporte | Competición         |
| ------------------ | ------- | ------------------- |
| Oro                |         |                     |
| —                  |         |                     |
| Plata              |         |                     |
| Helmut Bellingrodt | Tiro    | Blanco móvil 50 m M |
| Bronce             |         |                     |
| Clemente Rojas     | Boxeo   | –57 kg M            |
| Alfonso Pérez      | Boxeo   | –60 kg M            |